# Юлица
Юлица — река в России, протекает в Терском районе Мурманской области. Длина реки составляет 52 км, площадь водосборного бассейна 511 км².
Начинается около урочища Покойник, вблизи юго-восточного берега Сергозера. Протекает через озеро Юлицкое, течёт по болотам глубиной более 2 метров на юг. Затем протекает через Юлицкие озёра. В среднем течении порожиста. Долина реки заболочена, местами — острова елово-берёзового леса. Устье реки находится в 20 км по правому берегу реки Кица около западной оконечности озера Кицкое. Ширина реки вблизи устья — 35 метров, глубина — 0,2 метра, скорость течения воды — 0,2 м/с.
Притоки: река без названия (лв, в 5 км от устья), Талички (пр), Восточная Юлица (лв, в 23 км от устья), Григорьевский (пр).

## Данные водного реестра
По данным государственного водного реестра России относится к Баренцево-Беломорскому бассейновому округу, водохозяйственный участок реки — реки бассейна Белого моря от западной границы бассейна реки Иоканга (мыс Святой Нос) до восточной границы бассейна реки Нива, без реки Поной. Речной бассейн реки — бассейны рек Кольского полуострова и Карелии, впадает в Белое море.
Код объекта в государственном водном реестре — 02020000212101000008315.